# Krzysztof Hołowczyc

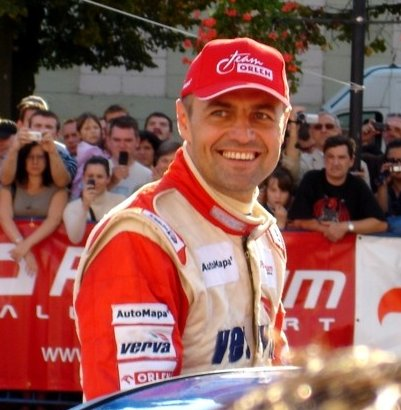
Krzysztof Hołowczyc podczas rajdu ORLEN 2007

Krzysztof Wiesław Hołowczyc (ur. 4 czerwca 1962 w Olsztynie) – polski kierowca rajdowy, mistrz Europy (1997), prezenter telewizyjny, od 2007 do 2009 poseł do Parlamentu Europejskiego.

## Życiorys
Trzykrotnie uzyskiwał tytuł rajdowego mistrza Polski (1995, 1996, 1999), raz mistrza Europy (1997), trzykrotnie był zwycięzcą rajdu Polski, uczestniczył w RSMŚ zarówno w samochodach WRC, jak i grupy N oraz w rajdzie Dakar. Największe sukcesy odnosił razem z pilotem Maciejem Wisławskim. Od 2005 startował w rajdach cross-country. W 2008 zajął drugie miejsce w klasyfikacji końcowej Pucharu Świata, w 2010 zdobył FIA International Cup for Cross-Country Bajas, a w 2013 Puchar Świata FIA w rajdach terenowych. W sierpniu 2015 po wygranym rajdzie Baja Poland ogłosił zakończenie kariery, startował jednak w kolejnych edycjach tych zawodów.
W 2004 kandydował z ramienia PO do Parlamentu Europejskiego. Mandat europosła objął 6 grudnia 2007 w miejsce nowej minister nauki i szkolnictwa wyższego Barbary Kudryckiej. W 2009 nie ubiegał się o reelekcję. Był członkiem komitetu poparcia Bronisława Komorowskiego przed wyborami prezydenckimi w 2010 i w 2015.
Był jednym z prowadzących teleturniej Krzyżówka szczęścia w TVP. Zagrał samego siebie w serialu Klasa na obcasach (2000) oraz w filmie Dlaczego nie! (2007). Użyczył głosu jednej z postaci w polskiej wersji językowej filmu Asterix na olimpiadzie (2008). Wystąpił w teledysku do piosenki „Ból przemija” (2011) zespołu My Riot. W 2012 wydał książkę pt. Piekło Dakaru.

## Życie prywatne i działalność społeczna
Zamieszkał w Olsztynie. Żonaty z Danutą, z którą ma trzy córki: Karolinę, Alicję i Antoninę. W 2004 założył Fundację „Kierowca Bezpieczny”, której pozostaje fundatorem.
Był ambasadorem zorganizowanych w Krakowie Światowych Dni Młodzieży 2016.

## Naruszenia przepisów prawa o ruchu drogowym
W październiku 2012 został ukarany mandatem karnym, gdy wjechał skuterem w poruszający się przed nim samochód.
W październiku 2013 podczas kontroli drogowej w okolicach Żurominka policja zarejestrowała kierowanego przez niego nissana jadącego z prędkością 204 km/h (przy ograniczeniu do 90 km/h). Krzysztof Hołowczyc nie przyjął mandatu. W lipcu 2015 Sąd Rejonowy w Mławie ustalił, że jego pojazd poruszał się z prędkością 161 km/h, i ukarał go grzywną w kwocie 4000 zł. W listopadzie 2015 w postępowaniu odwoławczym Sąd Okręgowy w Płocku uchylił wyrok sądu I instancji i umorzył postępowanie, ponieważ doszło do przedawnienia karalności. Sąd ten ocenił, że wpływ na to miał Krzysztof Hołowczyc i jego obrońca, którzy między innymi składali niepodpisane pisma procesowe, co zmuszało sąd do przedłużenia postępowania.
W marcu 2018 w Ludwikowicach Kłodzkich w obszarze zabudowanym jechał z prędkością 113 km/h, tj. o 63 km/h ponad prędkość dopuszczalną. W efekcie zatrzymano mu prawo jazdy na trzy miesiące.
W październiku 2022 w okolicy Oleszna prowadzone przez niego BMW dachowało, w wyniku czego pojazd nie nadawał się już do dalszej jazdy. Policja poprzestała na udzieleniu kierowcy pouczenia.
W grudniu 2023 w mediach społecznościowych opublikował nagrania, na których rozpędzał prowadzony samochód do 167 km/h (w miejscu o ograniczeniu prędkości do 120 km/h) oraz do 110 km/h (w miejscu o ograniczeniu prędkości do 90 km/h).

## Odznaczenia i wyróżnienia
W 2012, za wybitne zasługi w działalności na rzecz polskiej motoryzacji, został odznaczony Krzyżem Kawalerskim Orderu Odrodzenia Polski.
W 2000 został wyróżniony Srebrnym Krzyżem Zasługi, a 2005 Złotym Krzyżem Zasługi. W 2006 otrzymał Medal „Milito Pro Christo”.

## Osiągnięcia sportowe
Najlepsze pojedyncze występy w World Rally Championship:
- 6. miejsce – rajd Polski (Ford Focus WRC)
- 7. miejsce – rajd Argentyny (Subaru Impreza WRC)
- 8. miejsce – rajd Wielkiej Brytanii (Subaru Impreza WRC)
- 10. miejsce – rajd Portugalii (Subaru Impreza WRC)
- 13. miejsce – rajd Katalonii (Subaru Impreza WRC)

Tytuły i inne wyniki w generalnych klasyfikacjach rajdów:
- 1995: wicemistrz Europy oraz mistrz Polski (Toyota Celica 4WD Turbo)
- 1996: mistrz Polski (Toyota Celica 4WD Turbo)
- 1997: mistrz Europy (Subaru Impreza 555)
- 1999: mistrz Polski (Subaru Impreza WRC)
- 2000: rajd Szwecji – 1. miejsce w kategorii FIA Team Cup (Subaru Impreza WRC)
- 2001: wicemistrz Polski (Peugeot 206 WRC) oraz 4. miejsce w rajdzie Tunezji na mistrzostwach świata rajdów terenowych
- 2005: debiut w rajdzie Dakar – 60. miejsce (Mitsubishi Pajero)
- 2006: rajd Dakar (Nissan Pickup) – problemy z silnikiem jeszcze w Hiszpanii, ostatecznie załoga wycofała się po 4. etapie
- 2007: rajd Dakar (Nissan Navara) – wypadek podczas 13. etapu, na dziesięć kilometrów przed CP1; wcześniej m.in. 7. miejsce na mecie 7. etapu rajdu
- 2009: rajd Dakar (Nissan Navara T1 Super Production) – 2. miejsce na przedostatnim odcinku specjalnym, ostatecznie 5. miejsce
- 2010: rajd Italian Baja (Nissan Navara T1 Super Production) – 1. miejsce w klasyfikacji generalnej
- 2010: rajd Dakar (Nissan Navara T1 Super Production) – awaria auta na 9. etapie; do tego czasu zajmował 6. miejsce w klasyfikacji generalnej, będąc jednocześnie najszybszym kierowcą z zespołów niefabrycznych
- 2010: rajd Baja Russia Northern Forest (Nissan Navara T1 Super Production) – dyskwalifikacja
- 2010: rajd Baja Espana Aragon (Nissan Navara T1 Super Production) – 3. miejsce w klasyfikacji generalnej
- 2010: rajd Baja Poland (Nissan Navara T1 Super Production) – 1. miejsce w klasyfikacji generalnej
- 2010: rajd Baja Portalegre (BMW X3 CC) – 1. miejsce w klasyfikacji generalnej[27]
- 2010: 1. miejsce w FIA Cup for Cross-Country Bajas za sezon 2010[1]
- 2011: rajd Dakar (BMW X3 CC) – 5. miejsce w klasyfikacji generalnej
- 2011: rajd Silk Way Rally (BMW X3 CC) – 1. miejsce w klasyfikacji generalnej
- 2011: rajd Baja Poland (BMW X3 CC) – 1. miejsce w klasyfikacji generalnej
- 2012: rajd Dakar (Mini All4 Racing) – 9. miejsce w klasyfikacji generalnej (po dyskwalifikacji Robby’ego Gordona), zwycięstwo etapowe (5 stycznia 2012) jako pierwszy Polak
- 2012: rajd Baja Poland (Mini All4 Racing) – 1. miejsce w klasyfikacji generalnej[28]
- 2013: 1. miejsce w FIA Cross Country Rally World Cup[2][3]
- 2015: rajd Dakar (Mini All4 Racing) – 3. miejsce w klasyfikacji generalnej
- 2015: rajd Baja Poland (Mini All4 Racing) – 1. miejsce w klasyfikacji generalnej
- 2019: rajd Baja Poland (Mini John Cooper Works Rally) – 1. miejsce w klasyfikacji generalnej[29]
- 2021: rajd Baja Poland (Mini John Cooper Works Rally) – 1. miejsce w klasyfikacji generalnej[30]

## Wyniki

### WRC
| Sezon | Zespół                             | Samochód                  | 1        | 2        | 3         | 4          | 5          | 6         | 7         | 8             | 9             | 10        | 11        | 12              | 13              | 14              | 15 | 16 | Punkty | Miejsce |
| ----- | ---------------------------------- | ------------------------- | -------- | -------- | --------- | ---------- | ---------- | --------- | --------- | ------------- | ------------- | --------- | --------- | --------------- | --------------- | --------------- | -- | -- | ------ | ------- |
| 1996  | Stomil Olsztyn Mobil1 Rally Team   | Toyota Celica Turbo 4WD   | 20       | Kenia    | Indonezja | Grecja     | Argentyna  | Finlandia | Australia | Włochy        | Hiszpania     |           |           |                 |                 |                 |    |    | 0      | –       |
| 1997  | Stomil Olsztyn Mobil1 Rally Team   | Subaru Impreza 555        | Monako   | Szwecja  | Kenia     | Portugalia | Hiszpania  | Francja   | Argentyna | Grecja        | Nowa Zelandia | Finlandia | Indonezja | Włochy          | Australia       | NU              |    |    | 0      | –       |
| 1998  | Stomil Olsztyn Mobil1 Rally Team   | Subaru Impreza WRC        | Monako   | Szwecja  | Kenia     | 10         | 13         | Francja   | 7         | Grecja        | Nowa Zelandia | Finlandia | NU        | Australia       | 8               |                 |    |    | 0      | –       |
| 1999  | Turning Point Rally Team           | Subaru Impreza WRC        | Monako   | 15       | Kenia     | NU         | Hiszpania  | Francja   | Argentyna | Grecja        | Nowa Zelandia | Finlandia |           | Włochy          | Australia       | 13              |    |    | 0      | –       |
| 2000  | Wizja TV Turning Point Rally Team  | Subaru Impreza WRC        | Monako   | 16       | Kenia     | NU         | Hiszpania  | NU        | NU        | Nowa Zelandia | Finlandia     | NU        | Francja   | Włochy          | Australia       | Wielka Brytania |    |    | 0      | –       |
| 2003  | Krzysztof Hołowczyc                | Mitsubishi Lancer Evo VII | Monako   | 33       | Turcja    | NU         | Argentyna  | Grecja    | Cypr      | NU            | Finlandia     | Australia | Włochy    | Francja         | Hiszpania       | Wielka Brytania |    |    | 0      | –       |
| 2009  | Stobart VK M-Sport Ford Rally Team | Ford Focus RS WRC         | Irlandia | Norwegia | Cypr      | Portugalia | Argentyna  | Włochy    | Grecja    | 6             | Finlandia     | Australia | Hiszpania | Wielka Brytania |                 |                 |    |    | 3      | 16.     |
| 2014  | Lotto Team                         | Ford Fiesta RS WRC        | Monako   | Szwecja  | Meksyk    | Portugalia | Argentyna  | Włochy    | NU        | Finlandia     | Niemcy        | Australia | Francja   | Hiszpania       | Wielka Brytania |                 |    |    | 0      | NS      |
| 2015  | Lotto Team                         | Ford Fiesta R5            | Monako   | Szwecja  | Meksyk    | Argentyna  | Portugalia | Włochy    | 24        | Finlandia     | Niemcy        | Australia | Francja   | Hiszpania       | Wielka Brytania |                 |    |    | 0      | NS      |

### ERC
| Rajd                           | Samochód Zespół                                  | Pilot            | Pozycja | Uwagi         |
| 1987                           | 1987                                             | 1987             | 1987    | 1987          |
| ------------------------------ | ------------------------------------------------ | ---------------- | ------- | ------------- |
| Rajd Polski (2)                | FSO 125p 1500                                    | Marek Omelańczuk | 18      |               |
| 1988                           |                                                  |                  |         |               |
| Rajd Polski (2)                | FSO Polonez 1600 OKS Stomil                      | Mirosław Szulc   | NU      |               |
| 1989                           |                                                  |                  |         |               |
| Rajd Polski (20)               | FSO 125p 1300 FSO                                | Maciej Wisławski | 26      |               |
| 1993                           |                                                  |                  |         |               |
| Rajd Polski (20)               | Toyota Celica GT-Four Toyota Poland              | Robert Burchard  | 11      |               |
| 1994                           |                                                  |                  |         |               |
| Rajd Polski (20)               | Toyota Celica GT-Four                            | Maciej Wisławski | NU      |               |
| 1995                           |                                                  |                  |         |               |
| Rajd Polski (20)               | Toyota Celica Turbo 4WD                          | Maciej Wisławski | 2       |               |
| Rajd Niemiec (20)              | Toyota Celica Turbo 4WD                          | Maciej Wisławski | 3       |               |
| Rajd Hunsrück (10)             | Toyota Celica Turbo 4WD                          | Maciej Wisławski | 2       |               |
| Rajd Mont-Blanc – Morzine (10) | Toyota Celica Turbo 4WD Stomil Olsztyn Mobil1 RT | Maciej Wisławski | 8       |               |
| Rajd Lazurowego Wybrzeża (20)  | Toyota Celica Turbo 4WD                          | Maciej Wisławski | 2       |               |
| Rajd Semperit (10)             | Toyota Celica Turbo 4WD                          | Maciej Wisławski | 6       |               |
| 1996                           |                                                  |                  |         |               |
| Rajd El Corte Inglés (20)      | Toyota Celica Turbo 4WD Stomil Olsztyn Mobil1 RT | Maciej Wisławski | 8       |               |
| Rajd Polski (20)               | Toyota Celica Turbo 4WD Stomil Olsztyn Mobil1 RT | Maciej Wisławski | 1       |               |
| Rajd Hebros (10)               | Toyota Celica Turbo 4WD Stomil Olsztyn Mobil1 RT | Maciej Wisławski | 1       |               |
| Rajd Niemiec (20)              | Toyota Celica Turbo 4WD Stomil Olsztyn Mobil1 RT | Maciej Wisławski | NU      | pożar         |
| Rajd Semperit (10)             | Ford Escort RS Cosworth Stomil Olsztyn Mobil1 RT | Maciej Wisławski | 10      |               |
| 1997                           |                                                  |                  |         |               |
| Rajd El Corte Inglés (20)      | Subaru Impreza 555 Stomil Olsztyn Mobil1 RT      | Maciej Wisławski | 6       |               |
| Rajd Piancavallo (20)          | Subaru Impreza 555 Stomil Olsztyn Mobil1 RT      | Maciej Wisławski | 5       |               |
| Rajd Albena (20)               | Subaru Impreza 555 Stomil Olsztyn Mobil1 RT      | Maciej Wisławski | 1       |               |
| Rajd Polski (20)               | Subaru Impreza 555 Stomil Olsztyn Mobil1 RT      | Maciej Wisławski | 3       |               |
| Rajd Niemiec (20)              | Subaru Impreza 555 Stomil Olsztyn Mobil1 RT      | Maciej Wisławski | 3       |               |
| Rajd Madery (20)               | Subaru Impreza 555 Stomil Olsztyn Mobil1 RT      | Maciej Wisławski | 11      |               |
| Rajd ELPA (20)                 | Subaru Impreza 555 Stomil Olsztyn Mobil1 RT      | Maciej Wisławski | 1       |               |
| Rajd Cypru (20)                | Subaru Impreza 555 Stomil Olsztyn Mobil1 RT      | Maciej Wisławski | 1       |               |
| 1998                           |                                                  |                  |         |               |
| Rajd Polski (20)               | Subaru Impreza WRC Stomil Olsztyn Mobil1 RT      | Maciej Wisławski | 1       |               |
| 1999                           |                                                  |                  |         |               |
| Rajd Elmot (2)                 | Subaru Impreza WRC Wizja TV Turning Point RT     | Jean-Marc Fortin | 1       |               |
| Rajd Polski (20)               | Subaru Impreza WRC Wizja TV Turning Point RT     | Jean-Marc Fortin | NU      | awaria        |
| Rajd Wisły (2)                 | Subaru Impreza WRC Wizja TV Turning Point RT     | Jean-Marc Fortin | 1       |               |
| 2001                           |                                                  |                  |         |               |
| Rajd Krakowski (2)             | Peugeot 206 WRC Sobieski Rally Team              | Maciej Wisławski | 1       |               |
| Rajd Polski (20)               | Peugeot 206 WRC Sobieski Rally Team              | Maciej Wisławski | NU      | wycofanie się |
| Rajd Wisły (2)                 | Peugeot 206 WRC Sobieski Rally Team              | Łukasz Kurzeja   | NU      | wypadek       |
| Rajd Karkonoski (5)            | Peugeot 206 WRC Sobieski Rally Team              | Jean-Marc Fortin | 2       |               |
| 2004                           |                                                  |                  |         |               |
| Rajd Kormoran (5)              | Subaru Impreza WRX STI Subaru Rally Team Poland  | Łukasz Kurzeja   | 1       |               |
| 2005                           |                                                  |                  |         |               |
| Rajd Polski                    | Subaru Impreza WRX STI                           | Łukasz Kurzeja   | 1       |               |
| 2006                           |                                                  |                  |         |               |
| Rajd Polski                    | Subaru Impreza WRX STI                           | Łukasz Kurzeja   | NU      | pożar         |
| 2007                           |                                                  |                  |         |               |
| Rajd Polski                    | Subaru Impreza WRX STI                           | Łukasz Kurzeja   | 2       |               |

W nawiasach podano przelicznik rajdu, przez który mnożono liczbę punktów zdobytych przez rajdowca.

### Rajd Dakar
| Rok  | Kategoria | Pojazd            | Wynik | Uwagi                |
| ---- | --------- | ----------------- | ----- | -------------------- |
| 2005 | samochody | Mitsubishi Pajero | 60    |                      |
| 2006 | samochody | Nissan Pick up    | NU    | odpadł na 4. etapie  |
| 2007 | samochody | Nissan Navara     | NU    | odpadł na 13. etapie |
| 2009 | samochody | Nissan Navara     | 5     |                      |
| 2010 | samochody | Nissan Pick up    | NU    | odpadł na 9. etapie  |
| 2011 | samochody | BMW X3 CC         | 5     |                      |
| 2012 | samochody | Mini All4 Racing  | 9     | wygrał jeden etap    |
| 2013 | samochody | Mini All4 Racing  | NU    | odpadł na 3. etapie  |
| 2014 | samochody | Mini All4 Racing  | 6     |                      |
| 2015 | samochody | Mini All4 Racing  | 3     |                      |